# Granjas Económicas
Granjas Económicas är en ort i Mexiko.   Den ligger i kommunen León och delstaten Guanajuato, i den centrala delen av landet, 300 km nordväst om huvudstaden Mexico City. Granjas Económicas ligger 1 842 meter över havet och antalet invånare är 152.
Terrängen runt Granjas Económicas är huvudsakligen platt, men åt nordost är den kuperad. Runt Granjas Económicas är det tätbefolkat, med 257 invånare per kvadratkilometer. Närmaste större samhälle är León de los Aldama, 16,1 km nordväst om Granjas Económicas. Trakten runt Granjas Económicas består till största delen av jordbruksmark.